# Filip V., španjolski kralj
Filip V. (španjolski Felipe V), vojvoda od Anjoua, kasnije kralj Španjolske, poznat i kao Smioni, rodio se 19. prosinca 1683. u Versaillesu. Djed mu je bio Luj XIV., francuski kralj, a roditelji francuski prijestolonasljednik Luj i María Ana Victoria od Bavarske.
Naslijedio je španjolsko prijestolje nakon smrti Karla II., posljednjeg vladara iz kuće Habsburg na španjolskom prijestolju, koji nije imao potomaka. Karlo II. imenovao ga je 1700. u oporuci svojim nasljednikom, te je tako postao prvi vladar iz dinastije Bourbon na španjolskom prijestolju i utemeljitelj njezine španjolske loze. U oporuci je također stajao uvjet da se španjolska dinastija ne smije spojiti s francuskom. 1701. Prisegnuo je za španjolskog kralja pred kastiljskim Cortesom.
Ovo imenovanje nije se svidjelo Austriji koja je smatrala da nadvojvoda Karlo, sin cara Leopolda, ima više prava na prijestolje. To je doveo do sukoba francuskog kralja Luja XIV., austrijskog cara i država saveznica obiju strana. Ovaj rat, poznat i kao Rat za španjolsku baštinu (1701. – 1714.), završio je s Ugovorima iz Utrechta 1713., kojim je Filip V. priznat za španjolskog kralja, ali za uzvrat je Španjolska izgubila posjede u Italiji, Nizozemskoj, izgubila je Menorcu, Gibraltar koji je prisvojila Velika Britanija, te je Portugalu prepustila koloniju Sacramento.
Do sredine drugog desetljeća 18. stoljeća, politika Filipa V. bila je obilježena snažnim francuskim utjecajem. Za njegova vadanja započela je kulturna obnova Španjolske, razvoj znanosti, književnosti, filozofije, umjetnosti, politike, religije i ekonomije. 1712. iako nije završio Rat za španjolsku baštinu, utemeljena je Nacionalna biblioteka, godinu dana kasnije Akademija za jezik, te kasnije medicinska akademija, povijesna, itd, sve one kao imitacija francuske Akademije.
U unutarnjoj politici, nastojao je privest kraju centralizaciju i upravnu unifikaciju sa svojim Dekretima o novoj osnovi (Decretos de Nueva Planta), nastojeći ukinuti aragonske i valencijske sloboštine .
Nakon smrti svoje prve žene, Maríe Luise Savojske, Filip je sklopio novi brak 1714. S Elizabetom Farnese, s kojom je imao sedmero djece: Novi je brak donio i prevlast talijanskog utjecaja nad francuskim, što je rezultiralo politikom koja je željela revidirati utreški mir i vratiti talijanske posjede. Kardinal Alberoni vodio je jedno vrijeme takvu politiku, međutim alijanca Velike Britanije, Francuske, Nizozemske i Austrije okončala je s tim. Također je doživio neuspjeh pokušaj povratka Menorce i Gibraltara.
U siječnju 1724. Filip V. iznenada je abdicirao u korist svoga sina Ludvika I., prvorođenca iz svog prvog braka s Mariom Luisom Savojskom, međutim nakon prerane smrti Ludvika I. (vladao je samo sedam mjeseci), u kolovozu se iste godine vratio na prijestolje.
Savez s Francuskom doveo je do toga da je španjolska vojska pomogla francuskoj u ratovima za poljsku i austrijsku baštinu. 
S vremenom je Filip postao sve više podložan živčanim poremećajima i nesposobniji za obnašanje vladarskih dužnosti. Uglavnom se bavio lovom, molitvama i glazbom. Državnu politiku je vodila uglavnom njegova supruga Elizabeta Farnse, koja je 1714. stekla za svoja dva sina, Karla i Filipa, Napuljsko Kraljevstvo i Parmu. Karlo je kasnije postao Karlo III., španjolski kralj.
9. srpnja 1746. Filip V, je umro u Madridu, naslijedio ga je sin Ferdinand VI. Po njegovoj izričitoj želji, pokopan je u palači La Granja u San Ildelfonsu (Segovia).